# Justus z Tyberiady
Justus z Tyberiady (ur. w I wieku, zm. 100) – historyk żydowski, pochodzący z Tyberiady w Galilei. Jego ojcem był Pistos. Przeciwnik i krytyk innego żydowskiego historyka, Józefa Flawiusza, który zarzucał Justusowi, iż ten był najpodlejszym człowiekiem na świecie, niewolnikiem pieniędzy i rozkoszy zmysłowych. 
Autor kroniki o tytule: Justus z Tyberiady, Kronika królów żydowskich w postaci tablicy genealogicznej, która nie zachowała się do naszych czasów. Obejmowała okres od czasów Mojżesza aż do śmierci króla Agryppy. Justus w swej historii pisał również o wojnie Żydów z Rzymianami oraz o zdobyciu Jerozolimy. W ocenie Focjusza, dzieło to było tworem czczego wymysłu.